# Laguna Comendador
A  Laguna Comendador  é um lago localizado na Guatemala. Localiza-se no departamento de Jalapa, Município de Moyuta. Esta formação lagunar ocupa uma área de 0.875 km e apresenta uma profundidade de 11 m. A cota de altitude que ocupa relativamente ao nível do mar encontra-se nos 25 m.